# Persone di cognome Robertson
| Questa pagina contiene informazioni ricavate automaticamente dalle voci biografiche con l'ausilio del template Bio e di un bot. L'aggiornamento è periodico e automatico e ricostruisce completamente la pagina. Se manca una persona in questa lista, sei pregato di non aggiungerla, ma accertati piuttosto che la sua voce biografica contenga il template Bio e che i dati anagrafici siano correttamente compilati. Se il template Bio manca, inseriscilo tu stesso o, in alternativa, metti l'avviso {{tmp\|Bio}} che ne segnala la mancanza. Se i dati riportati sono sbagliati, correggi direttamente la voce biografica; le modifiche saranno visibili in questa lista entro pochi giorni. Per chiarimenti vedi il progetto antroponimi. La lista contiene solo le 97 persone che sono citate nell'enciclopedia e per le quali è stato implementato correttamente il template Bio. Pagina aggiornata al 7 ago 2025. |

Questa è una lista di persone presenti nell'enciclopedia che hanno il cognome Robertson, suddivise per attività principale.

## Agenti segreti(1)
- William "Rip" Robertson, agente segreto statunitense (Manard, n. 1920 - Dallas, † 1970)

## Allenatori di calcio(4)
- Ally Robertson, allenatore di calcio e ex calciatore scozzese (Philpstoun, n. 1952)
- David Robertson, allenatore di calcio e ex calciatore scozzese (Aberdeen, n. 1968)
- John Robertson, allenatore di calcio e calciatore scozzese (Dumbarton, n. 1877 - Glasgow, † 1935)
- John Robertson, allenatore di calcio e ex calciatore britannico (Edimburgo, n. 1964)

## Altisti(1)
- Lawson Robertson, altista, lunghista e velocista statunitense (Aberdeen, n. 1883 - Filadelfia, † 1951)

## Archeologi(1)
- Charles Martin Robertson, archeologo, poeta e traduttore britannico (Cambridge, n. 1911 - Cambridge, † 2004)

## Atlete paralimpiche(1)
- Valerie Robertson, atleta paralimpica, nuotatrice e schermitrice scozzese (n. 1943)

## Attori(3)
- Cliff Robertson, attore statunitense (La Jolla, n. 1923 - Brookhaven, † 2011)
- Dale Robertson, attore statunitense (Harrah, n. 1923 - San Diego, † 2013)
- George R. Robertson, attore canadese (Brampton, n. 1933 - Toronto, † 2023)

## Attrici(7)
- Barbara E. Robertson, attrice statunitense (n. 1968)
- Britt Robertson, attrice statunitense (Charlotte, n. 1990)
- Jennifer Robertson, attrice canadese (Vancouver, n. 1971)
- Kathleen Robertson, attrice canadese (Hamilton, n. 1973)
- Kimmy Robertson, attrice statunitense (Hollywood, n. 1954)
- Liz Robertson, attrice e cantante britannica (Ilford, n. 1954)
- Marie Robertson, attrice svedese (Sunne, n. 1977)

## Avvocati(1)
- William Robertson, avvocato e politico statunitense (Bedford, n. 1823 - Katonah, † 1898)

## Calciatori(9)
- Andrew Robertson, calciatore scozzese (Glasgow, n. 1994)
- Archie Robertson, calciatore scozzese (Busby, n. 1929 - † 1978)
- Clark Robertson, calciatore scozzese (Aberdeen, n. 1993)
- Finlay Robertson, calciatore scozzese (Dundee, n. 2002)
- John Robertson, ex calciatore e allenatore di calcio scozzese (Glasgow, n. 1953)
- Jordan Robertson, ex calciatore inglese (Sheffield, n. 1988)
- Lammie Robertson, calciatore scozzese (Paisley, n. 1947 - Macclesfield, † 2023)
- Lee Robertson, ex calciatore scozzese (n. 1973)
- Scott Robertson, ex calciatore scozzese (Dundee, n. 1985)

## Canottieri(2)
- Conrad Robertson, ex canottiere neozelandese (n. 1957)
- Irvine Robertson, canottiere canadese (Toronto, n. 1882 - Ottawa, † 1956)

## Cantanti(1)
- Robbie Robertson, cantante, polistrumentista e compositore canadese (Toronto, n. 1943 - Los Angeles, † 2023)

## Cantautori(1)
- Ed Robertson, cantautore e musicista canadese (Scarborough, n. 1970)

## Cestiste(1)
- Barbara Robertson, cestista, allenatrice di pallacanestro e pallavolista canadese (Ocean Falls, n. 1941 - † 2017)

## Cestisti(9)
- Tony Robertson, ex cestista statunitense (Detroit, n. 1956)
- Alvin Robertson, ex cestista statunitense (Barberton, n. 1962)
- Arkim Robertson, cestista grenadino (Parrocchia di Saint John, n. 1994)
- Hugh Robertson, ex cestista statunitense (Macon, n. 1989)
- Kassius Robertson, cestista canadese (Toronto, n. 1994)
- Oscar Robertson, ex cestista statunitense (Charlotte, n. 1938)
- Quantez Robertson, ex cestista statunitense (Cincinnati, n. 1984)
- Ryan Robertson, ex cestista statunitense (Lawton, n. 1976)
- Tyler Robertson, cestista australiano (Melbourne, n. 2000)

## Chitarriste(1)
- Allison Robertson, chitarrista statunitense (North Hollywood, n. 1979)

## Chitarristi(1)
- Brian Robertson, chitarrista britannico (Clarkston, n. 1956)

## Direttori d'orchestra(1)
- Stewart Robertson, direttore d'orchestra e pianista britannico (Glasgow, n. 1948 - † 2024)

## Drammaturghi(1)
- Thomas William Robertson, drammaturgo, regista teatrale e scrittore irlandese (Newark-on-Trent, n. 1829 - † 1871)

## Filosofi(1)
- George Croom Robertson, filosofo scozzese (Aberdeen, n. 1842 - Londra, † 1892)

## Fumettisti(1)
- Darick Robertson, fumettista statunitense (Boston, n. 1967)

## Giocatori di badminton(1)
- Nathan Robertson, ex giocatore di badminton britannico (Nottingham, n. 1977)

## Giocatori di baseball(2)
- Charlie Robertson, giocatore di baseball statunitense (Dexter, n. 1896 - Fort Worth, † 1984)
- David Robertson, giocatore di baseball statunitense (Lexington, n. 1985)

## Giocatori di football americano(4)
- Amik Robertson, giocatore di football americano statunitense (Thibodaux, n. 1998)
- Isiah Robertson, giocatore di football americano statunitense (New Orleans, n. 1949 - Dallas, † 2018)
- Marcus Robertson, ex giocatore di football americano e allenatore di football americano statunitense (Pasadena, n. 1969)
- Travian Robertson, giocatore di football americano statunitense (Laurinburg, n. 1988)

## Giocatori di snooker(2)
- Jimmy Robertson, giocatore di snooker inglese (Bexhill-on-Sea, n. 1986)
- Neil Robertson, giocatore di snooker australiano (Melbourne, n. 1982)

## Giornalisti(1)
- John Mackinnon Robertson, giornalista e politico britannico (Isola di Arran, n. 1856 - Londra, † 1933)

## Grecisti(1)
- Archibald Thomas Robertson, grecista, teologo e predicatore statunitense (Chatham, n. 1863 - Louisville, † 1934)

## Imprenditori(1)
- Julian Robertson, imprenditore statunitense (Salisbury, n. 1932 - New York, † 2022)

## Matematici(1)
- Howard Percy Robertson, matematico, fisico e cosmologo statunitense (n. 1903 - † 1961)

## Mezzofondisti(1)
- Archie Robertson, mezzofondista e siepista britannico (Harthill, n. 1879 - Peterborough, † 1957)

## Militari(2)
- Marcus William Robertson, militare statunitense (Flintville, n. 1870 - Portland, † 1948)
- William Robertson, militare britannico (Welbourn, n. 1860 - Londra, † 1933)

## Modelle(1)
- Georgianna Robertson, supermodella giamaicana (Port Maria, n. 1972)

## Musicisti(1)
- Thomas Dolby, musicista, compositore e imprenditore britannico (Londra, n. 1958)

## Nuotatori(1)
- Bruce Robertson, ex nuotatore canadese (Vancouver, n. 1953)

## Pallanuotisti(2)
- Arthur Robertson, pallanuotista britannico (n. 1879)
- Kevin Robertson, ex pallanuotista statunitense (Biloxi, n. 1959)

## Pastori protestanti(1)
- Pat Robertson, pastore protestante, predicatore e politico statunitense (Lexington, n. 1930 - Virginia Beach, † 2023)

## Pattinatori artistici su ghiaccio(1)
- Ronnie Robertson, pattinatore artistico su ghiaccio statunitense (Brackenridge, n. 1937 - Fountain Valley, † 2000)

## Pianisti(1)
- Donald Irwin Robertson, pianista e cantautore statunitense (Pechino, n. 1922 - † 2015)

## Pittrici(1)
- Suze Robertson, pittrice olandese (L'Aia, n. 1855 - L'Aia, † 1922)

## Poeti(1)
- Robin Robertson, poeta scozzese (Scone, n. 1955)

## Presbiteri(1)
- David Robertson, presbitero e saggista britannico (Portmahomack, n. 1962)

## Produttrici cinematografiche(1)
- Shauna Robertson, produttrice cinematografica canadese (Toronto, n. 1974)

## Psichiatre(1)
- Mary May Robertson, psichiatra sudafricana (Johannesburg, n. 1948)

## Pugili(1)
- Taylah Robertson, pugile australiana (Townsville, n. 1998)

## Rapper(1)
- Lil Loaded, rapper statunitense (San Bernardino, n. 2000 - Cedar Hill, † 2021)

## Registi(1)
- John S. Robertson, regista e attore canadese (London, n. 1878 - Escondido, † 1964)

## Rugbiste a 15(1)
- Casey Robertson, rugbista a 15 e allenatrice di rugby a 15 neozelandese (Wyndham, n. 1981)

## Rugbisti a 15(3)
- David Robertson, rugbista a 15 e golfista scozzese (Glasgow, n. 1869 - West Berkshire, † 1937)
- Kaine Robertson, ex rugbista a 15 neozelandese (Auckland, n. 1980)
- Tom Robertson, rugbista a 15 australiano (Wellington, n. 1994)

## Scrittori(2)
- Don Robertson, scrittore statunitense (n. 1929 - † 1999)
- Morgan Robertson, scrittore e inventore statunitense (Oswego, n. 1861 - Atlantic City, † 1915)

## Sociologi(1)
- Roland Robertson, sociologo britannico (Blofield, n. 1938 - Leicester, † 2022)

## Storici(1)
- William Robertson, storico, storiografo e teologo scozzese (Borthwick, n. 1721 - Edimburgo, † 1793)

## Tennisti(1)
- Michael Robertson, ex tennista sudafricano (Johannesburg, n. 1963)

## Triatleti(1)
- Peter Robertson, triatleta australiano (Melbourne, n. 1976)

## Tuffatori(1)
- Scott Robertson, tuffatore australiano (Sale, n. 1987)

## Veliste(1)
- Shirley Robertson, velista britannica (Dundee, n. 1968)

## Vescovi anglicani(1)
- Archibald Robertson, vescovo anglicano e teologo britannico (Sywell, n. 1853 - Oxford, † 1931)

## Wrestler(1)
- The Missing Link, wrestler canadese (Hamilton, n. 1939 - Hamilton, † 2007)

## Senza attività specificata(3)
- Dougal Robertson, agricoltore, marinaio e scrittore scozzese (Edimburgo, n. 1924 - † 1991)
- Mike Robertson, ex snowboarder canadese (Edmonton, n. 1985)
- Scott Robertson, allenatore di rugby a 15 neozelandese (Tauranga, n. 1974)